# Mycalesis saga
Mycalesis saga är en fjärilsart som beskrevs av Butler 1868. Mycalesis saga ingår i släktet Mycalesis och familjen praktfjärilar. Inga underarter finns listade i Catalogue of Life.